# Diecezja Osnabrücku

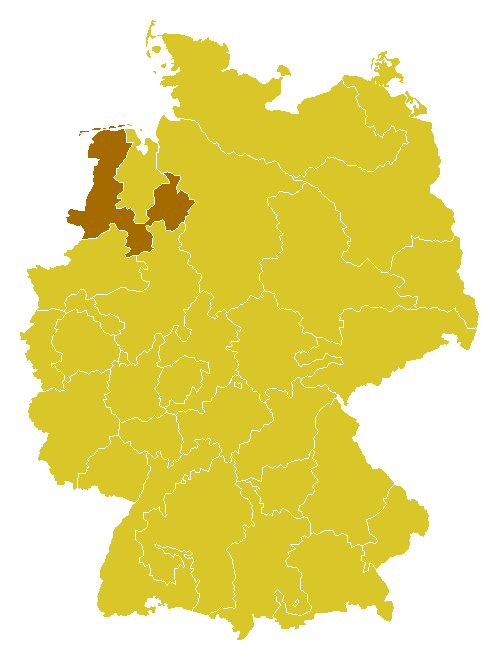
Obecne granice diecezji Osnabrück

Diecezja Osnabrücku (łac. Dioecesis Osnabrugensis) – katolicka diecezja niemiecka położona w północno-zachodniej części kraju, obejmująca swoim zasięgiem części landów Dolna Saksonia i Brema. Siedziba biskupa znajduje się w katedrze św. Piotra w Osnabrücku.

## Historia
Diecezja Osnabrücku została założona w 772 r. przez Karola Wielkiego, który zamierzał schrystianizować podbite plemię Sasów. Pierwszym biskupem był św. Wicho (785-804), jednak faktycznym organizatorem biskupstwa był kolejny ordynariusz Meginhard z Meignoz.
W późnym średniowieczu diecezja przekształciła się w świeckie księstwo biskupie. W XVI w. wyniku reformacji większość wiernych przeszła na luteranizm. Osnabrück był miastem zamieszkanym przez mieszkańców wyznających zarówno luteranizm, jak i katolicyzm. Mimo to na terenie miasta oraz diecezji nie dochodziło do napięć między oboma wspólnotami, co stanowiło unikat w skali całej Rzeszy ogarniętej wojnami religijnymi. Wynikało to z tego, iż księża katoliccy łączyli elementy obu wyznań. Taka sytuacja utrzymała się do wojny trzydziestoletniej, zakończonej pokojem westfalskim (1648). Na jego mocy duchowni zostali zmuszeni do wyboru konfesji. Od tej pory urząd biskupa należał raz do katolików, a innym razem do protestantów. Z reguły jednak był nim książę z panującej na terenie Dolnej Saksonii dynastii Welfów. Ostatnim księciem-biskupem był książę Fryderyk August Hanowerski (1764–1803) – luteranin, mianowany biskupem w 197. dniu życia przez swojego ojca Jerzego III Hanowerskiego, króla Wielkiej Brytanii.
W 1803 r. diecezja została sekularyzowana. W jej miejsce utworzono wikariat apostolski, na czele którego stanął bp Klemens von Gruben. Jego zadaniem była duchowa opieka nad katolikami zamieszkującymi ziemie Elektoratu Hanowerskiego.
Bullą papieską Impensa Romanorum Pontificum z 26 marca 1824 papież Leon XII przywrócił diecezję Osnabrück, którą bezpośrednio podporządkowano do Rzymu. Miała być ponadto w unii personalnej z diecezją Hildesheim, jednak trwała ona tylko 2 lata (1855-1857).
W 1930 r. po reorganizacji struktury terytorialnej kościoła katolickiego w Niemczech biskupstwo to podporządkowano metropolii Kolonii.
Po II wojnie światowej większa część diecezji Hamburg, Szlezwik-Holsztyn, część Meklemburgii znalazła się w granicach NRD, co uniemożliwiało kontakty z parafiami znajdującymi się we wschodniej części Niemiec. W wyniku tego utworzono dla tych obszarów administraturę apostolską – Biskupi Urząd w Schwerin (Bischöfliches Amt Schwerin), w którym rezydował biskup pomocniczy, będący wikariuszem generalnym całej diecezji.
W 1995 r. z diecezji Osnabrück oficjalnie wyłączono administraturę apostolską w Schwerinie, którą przekształcono w archidiecezję Hamburga i tej podporządkowano biskupstwo w Osnabrücku, liczące blisko 12 tys. km² w nowych granicach.

## Biskupi
- Biskup diecezjalny: Dominicus Meier OSB
- Biskup pomocniczy: Johannes Wübbe
- Biskupi seniorzy: Franz-Josef Bode, Theodor Kettmann

## Podział administracyjny
Diecezja Osnabrücku składa się z 10 dekanatów:
- Dekanat Grafschaft Bentheim
- Dekanat Bremen
- Dekanat Emsland-Mitte
- Dekanat Emsland-Nord
- Dekanat Emsland-Süd
- Dekanat Osnabrück-Nord
- Dekanat Osnabrück-Stadt
- Dekanat Osnabrück-Süd
- Dekanat Ostfriesland
- Dekanat Twistringen